# فهرست پروازهای فضایی انسان، ۱۹۷۱-۱۹۸۰
این فهرست مفصلی از پروازهای فضایی انسان از سال ۱۸۷۱ تا ۱۹۸۰ است، از جمله فرودهای بعدی آپولو در ماه، مأموریت‌های اسکای‌لب ایالات متحده، و شروع سری ایستگاه‌های فضایی سالیوت اتحاد جماهیر شوروی.
- قرمز نشان دهنده مرگ و میر است.
- سبز نشاندهنده پروازهای زیرمداری (از جمله پروازهایی که نتوانسته‌اند به مدار مورد نظر دست یابند).
- خاکستری نشان دهنده پرواز به ماه است.

| #  | خدمه                                                           | پرتاب فضاپیما                           | سکونت                                   | سکونت                                   | بازگشت فضاپیما                          | خلاصه مأموریت |
| -- | -------------------------------------------------------------- | --------------------------------------- | --------------------------------------- | --------------------------------------- | --------------------------------------- | --- |
| 42 | آلن شپارد (۲) استوارت روسا ادگار میچل                          | ۳۱ ژانویه ۱۹۷۱ آپولو ۱۴                 | ماه                                     | ماه                                     | ۹ فوریه ۱۹۷۱ آپولو ۱۴                   | سومین فرود ماه. شپرد تنها فضانورد عطارد است که روی ماه راه می‌رود و قادر است توپ گلف را روی سطح ماه بزند.                                                                          |
| ۴۳ | ولادیمیر شاتالوف (۳) الکسی یلیسیف (۳) نیکولای روکاویشنیکوف (۱) | ۲۳ آوریل ۱۹۷۱ سایوز۱۰                   | ۲۳ آوریل ۱۹۷۱ سایوز۱۰                   | ۲۵ آوریل ۱۹۷۱ سایوز۱۰                   | ۲۵ آوریل ۱۹۷۱ سایوز۱۰                   | تلاش ناموفق برای سوار شدن به ایستگاه فضایی سالیوت ۱ |
| 44 | گئورگی دوبروولسکی ویکتور پاتسایف ولادیسلاف وولکوف (۲)          | ۶ ژوئن ۱۹۷۱ سایوز۱۱                     | سالیوت ۱                                | سالیوت ۱                                | ۲۹ ژوئن ۱۹۷۱ سایوز۱۱                    | سوار شدن موفقیت آمیز سالیوت ۱ (اولین ایستگاه فضایی خدمه‌ای). همه خدمه در هنگام ورود مجدد به دلیل نشت هوا جان باختند.                                                               |
| 45 | دیوید اسکات (۳) آلفرد وردن جیمز بنسن اروین                     | ۲۶ ژوئیه ۱۹۷۱ آپولو ۱۵                  | ماه                                     | ماه                                     | ۷ اوت ۱۹۷۱ آپولو ۱۵                     | Fourth lunar landing. First ماه‌نورد. First deep space EVA. |
| 46 | John W. Young (4) کن متینگلی (۱) چارلز دوک                     | ۱۶ آوریل ۱۹۷۲ آپولو ۱۶                  | ماه                                     | ماه                                     | ۲۷ آوریل ۱۹۷۲ آپولو ۱۶                  | Fifth lunar landing. Second Lunar Rover. Second deep space EVA. |
| 47 | یوجین سرنان (۳) Ronald E. Evans هریسون اشمیت                   | ۷ دسامبر ۱۹۷۲ آپولو ۱۷                  | ماه                                     | ماه                                     | ۱۹ دسامبر ۱۹۷۲ آپولو ۱۷                 | Sixth and last lunar landing. Third and last Lunar Rover. Third and last deep space EVA.                                                                                          |
| ۴۸ | Charles P. Conrad (4) پل جی وایتز (۱) جوزف پی کروین            | ۲۵ مه ۱۹۷۳ اسکای‌لب ۲                    | اسکای‌لب                                 | اسکای‌لب                                 | ۲۲ ژوئن ۱۹۷۳ اسکای‌لب ۲                  | First crewed mission to اسکای‌لب space station. Spent almost one month in space.                                                                                                   |
| ۴۹ | آلن بین (۲) جک آر لوزما (۱) آون کی گاریوت (۱)                  | ۲۸ ژوئیه ۱۹۷۳ اسکای‌لب ۳                 | اسکای‌لب                                 | اسکای‌لب                                 | ۲۵ سپتامبر ۱۹۷۳ اسکای‌لب ۳               | Spent almost two months in space. Miscellaneous scientific experiments. |
| ۵۰ | واسیلی لازارف (۱) Oleg Makarov (1)                             | ۲۷ سپتامبر ۱۹۷۳ سایوز۱۲                 | ۲۷ سپتامبر ۱۹۷۳ سایوز۱۲                 | ۲۹ سپتامبر ۱۹۷۳ سایوز۱۲                 | ۲۹ سپتامبر ۱۹۷۳ سایوز۱۲                 | Test flight of new Soyuz design following Soyuz 11 disaster. |
| ۵۱ | جرالد پی کار ویلیام آر پوگ ادوارد گیبسون                       | ۱۶ نوامبر ۱۹۷۳ اسکای‌لب ۴                | اسکای‌لب                                 | اسکای‌لب                                 | ۸ فوریه ۱۹۷۴ اسکای‌لب ۴                  | Spent almost three months in space. Miscellaneous scientific experiments conducted.                                                                                               |
| ۵۲ | والنتین لبدف (۱) پیوتر کلیموک (۱)                              | ۱۸ دسامبر ۱۹۷۳ سایوز۱۳                  | ۱۸ دسامبر ۱۹۷۳ سایوز۱۳                  | ۲۶ دسامبر ۱۹۷۳ سایوز۱۳                  | ۲۶ دسامبر ۱۹۷۳ سایوز۱۳                  | Second test of redesigned Soyuz capsule. Astrophysical observations. |
| ۵۳ | یوری آرتوکین پاول پوپوویچ (۲)                                  | ۳ ژوئیه ۱۹۷۴ سایوز۱۴                    | سالیوت ۳                                | سالیوت ۳                                | ۱۹ ژوئیه ۱۹۷۴ سایوز۱۴                   | Military mission. Evaluation of military applications of human spaceflight. |
| ۵۴ | لف دیومین گنادی سارافانوف                                      | ۲۶ اوت ۱۹۷۴ سایوز۱۵                     | ۲۶ اوت ۱۹۷۴ سایوز۱۵                     | ۲۸ اوت ۱۹۷۴ سایوز۱۵                     | ۲۸ اوت ۱۹۷۴ سایوز۱۵                     | Failed to board سالیوت ۳ space station. |
| ۵۵ | آناتولی فیلیپچنکو (۲) نیکولای روکاویشنیکوف (۲)                 | ۲ دسامبر ۱۹۷۴ سایوز۱۶                   | ۲ دسامبر ۱۹۷۴ سایوز۱۶                   | ۸ دسامبر ۱۹۷۴ سایوز۱۶                   | ۸ دسامبر ۱۹۷۴ سایوز۱۶                   | Systems testing in preparation for joint Soviet-US space flight. |
| ۵۶ | گئورگی گرچکو (۱) الکسی گوبارف (۱)                              | ۱۱ ژانویه ۱۹۷۵ سایوز۱۷                  | سالیوت ۴                                | سالیوت ۴                                | ۱۰ فوریه ۱۹۷۵ سایوز۱۷                   | Astronomical observations. |
| 57 | واسیلی لازارف (۲) Oleg Makarov (2)                             | ۵ آوریل ۱۹۷۵ سایوز۱۸آ                   | ۵ آوریل ۱۹۷۵ سایوز۱۸آ                   | ۵ آوریل ۱۹۷۵ سایوز۱۸آ                   | ۵ آوریل ۱۹۷۵ سایوز۱۸آ                   | Failed to reach orbit due to malfunction. |
| ۵۸ | پیوتر کلیموک (۲) ویتالی سواستیانوف (۲)                         | ۲۴ مه ۱۹۷۵ سایوز۱۸                      | سالیوت ۴                                | سالیوت ۴                                | ۲۶ ژوئیه ۱۹۷۵ سایوز۱۸                   | Research into long-term stays in space. |
| ۵۹ | الکسی لئونوف (۲) والری کوباسوف (۲)                             | ۱۵ ژوئیه ۱۹۷۵ Soyuz 19                  | ۱۵ ژوئیه ۱۹۷۵ Soyuz 19                  | ۲۱ ژوئیه ۱۹۷۵ Soyuz 19                  | ۲۱ ژوئیه ۱۹۷۵ Soyuz 19                  | پروژه آزمایشی آپولو–سایوز (ASTP); first joint Soviet–US spaceflight. The two craft dock in space with exchange of flags and gifts. Last crewed US mission until اس‌تی‌اس-۱ in 1981. |
| ۶۰ | توماس استافورد (۴) ونس براند (۱) دیک اسلایتون                  | ۱۵ ژوئیه ۱۹۷۵ پروژه آزمایشی آپولو–سایوز | ۱۵ ژوئیه ۱۹۷۵ پروژه آزمایشی آپولو–سایوز | ۲۴ ژوئیه ۱۹۷۵ پروژه آزمایشی آپولو–سایوز | ۲۴ ژوئیه ۱۹۷۵ پروژه آزمایشی آپولو–سایوز | پروژه آزمایشی آپولو–سایوز (ASTP); first joint Soviet–US spaceflight. The two craft dock in space with exchange of flags and gifts. Last crewed US mission until اس‌تی‌اس-۱ in 1981. |
| ۶۱ | بوریس وولینوف (۲) ویتالی ژولوبوف                               | ۶ ژوئیه ۱۹۷۶ سایوز۲۱                    | سالیوت ۵                                | سالیوت ۵                                | ۲۴ اوت ۱۹۷۶ سایوز۲۱                     | Assessment of سالیوت 5 station's military surveillance capabilities. |
| ۶۲ | والری بایکوفسکی (۲) ولادیمیر آکسیونوف (۱)                      | ۱۵ سپتامبر ۱۹۷۶ سایوز۲۲                 | ۱۵ سپتامبر ۱۹۷۶ سایوز۲۲                 | ۲۳ سپتامبر ۱۹۷۶ سایوز۲۲                 | ۲۳ سپتامبر ۱۹۷۶ سایوز۲۲                 | Earth photography. |
| ۶۳ | ویاچسلاف زادوف والری روژدستونسکی                               | ۱۴ اکتبر ۱۹۷۶ سایوز۲۳                   | ۱۴ اکتبر ۱۹۷۶ سایوز۲۳                   | ۱۶ اکتبر ۱۹۷۶ سایوز۲۳                   | ۱۶ اکتبر ۱۹۷۶ سایوز۲۳                   | Failed to board سالیوت 5 space station. |
| ۶۴ | ویکتور گورباتکو (۲) یوری گلازکوف                               | ۷ فوریه ۱۹۷۷ سایوز۲۴                    | سالیوت ۵                                | سالیوت ۵                                | ۲۵ فوریه ۱۹۷۷ سایوز۲۴                   | Investigation of air quality on board سالیوت ۵. |
| ۶۵ | ولادیمیر کوالیونوک (۱) والری ریومین (۱)                        | ۹ اکتبر ۱۹۷۷ سایوز ۲۵                   | ۹ اکتبر ۱۹۷۷ سایوز ۲۵                   | ۱۱ اکتبر ۱۹۷۷ سایوز ۲۵                  | ۱۱ اکتبر ۱۹۷۷ سایوز ۲۵                  | Failed to board سالیوت 6 space station. |
| ۶۶ | گئورگی گرچکو (۲) یوری روماننکو (۱)                             | ۱۰ دسامبر ۱۹۷۷ سایوز۲۶                  | سالیوت ۶                                | سالیوت ۶                                | ۱۶ مارس ۱۹۷۸ سایوز۲۷                    | First successful docking with سالیوت ۶. |
| ۶۷ | ولادیمیر جانی‌بک‌اف (۱) Oleg Makarov (3)                         | ۱۰ ژانویه ۱۹۷۸ سایوز۲۷                  | سالیوت ۶                                | سالیوت ۶                                | ۱۶ ژانویه ۱۹۷۸ سایوز۲۶                  | |
| ۶۸ | الکسی گوبارف (۲) ولادیمیر رمک                                  | ۲ مارس ۱۹۷۸ سایوز۲۸                     | سالیوت ۶                                | سالیوت ۶                                | ۱۰ مارس ۱۹۷۸ سایوز۲۸                    | First Czech astronaut and first astronaut not from USA or USSR (Remek). |
| ۶۹ | ولادیمیر کوالیونوک (۲) الکساندر ایوانچنکوف (۱)                 | ۱۵ ژوئن ۱۹۷۸ سایوز۲۹                    | سالیوت ۶                                | سالیوت ۶                                | ۲ نوامبر ۱۹۷۸ سایوز۳۱                   | سالیوت 6 crew rotation. |
| ۷۰ | پیوتر کلیموک (۳) میروسلاو هرماشفسکی                            | ۲۷ ژوئن ۱۹۷۸ سایوز۳۰                    | سالیوت ۶                                | سالیوت ۶                                | ۵ ژوئیه ۱۹۷۸ سایوز۳۰                    | Life sciences experiments. Earth observations and study of aurora borealis. First Pole in space (Hermaszewski).                                                                   |
| ۷۱ | والری بایکوفسکی (۳) زیگموند یان                                | ۲۶ اوت ۱۹۷۸ سایوز۳۱                     | سالیوت ۶                                | سالیوت ۶                                | ۳ سپتامبر ۱۹۷۸ سایوز۲۹                  | First East German in space (Jähn). |
| ۷۲ | ولادیمیر لیاخوف (فضانورد) (۱) والری ریومین (۲)                 | ۲۵ فوریه ۱۹۷۹ سایوز۳۲                   | سالیوت ۶                                | سالیوت ۶                                | ۱۹ اوت ۱۹۷۹ سایوز۳۴                     | سالیوت 6 crew rotation. |
| ۷۳ | نیکولای روکاویشنیکوف (۳) Georgi Ivanov                         | ۱۰ آوریل ۱۹۷۹ سایوز۳۳                   | ۱۰ آوریل ۱۹۷۹ سایوز۳۳                   | ۱۲ آوریل ۱۹۷۹ سایوز۳۳                   | ۱۲ آوریل ۱۹۷۹ سایوز۳۳                   | Failed to board سالیوت 6 space station. First Bulgarian in space (Ivanov). |
| ۷۴ | لئونید پوپوف (۱) والری ریومین (۳)                              | ۹ آوریل ۱۹۸۰ سایوز ۳۵                   | سالیوت ۶                                | سالیوت ۶                                | ۱۱ اکتبر ۱۹۸۰ سایوز۳۷                   | سالیوت 6 crew rotation. |
| ۷۵ | والری کوباسوف (۳) برتالان فارکاش                               | ۲۶ مه ۱۹۸۰ سایوز ۳۶                     | سالیوت ۶                                | سالیوت ۶                                | ۳ ژوئن ۱۹۸۰ سایوز ۳۵                    | Materials processing, Earth observation and life sciences experiments. First Hungarian in space (Farkas).                                                                         |
| ۷۶ | Yury Malyshev (1) ولادیمیر آکسیونوف (۲)                        | ۵ ژوئن ۱۹۸۰ سایوز تی۲                   | سالیوت ۶                                | سالیوت ۶                                | ۹ ژوئن ۱۹۸۰ سایوز تی۲                   | First crewed flight of the Soyuz T. |
| ۷۷ | ویکتور گورباتکو (۳) پام توان                                   | ۲۳ ژوئیه ۱۹۸۰ سایوز۳۷                   | سالیوت ۶                                | سالیوت ۶                                | ۳۱ ژوئیه ۱۹۸۰ سایوز ۳۶                  | Miscellaneous scientific experiments. First Vietnamese and first Asian outside USSR in space (Tuan).                                                                              |
| ۷۸ | یوری روماننکو (۲) آرنالدو تامایو مندز                          | ۱۸ سپتامبر ۱۹۸۰ سایوز۳۸                 | سالیوت ۶                                | سالیوت ۶                                | ۲۶ سپتامبر ۱۹۸۰ سایوز۳۸                 | First Cuban and first black person in space (Taمهo-Mendez). |
| ۷۹ | لئونید کیزیم (۱) Oleg Makarov (4) گنادی استرکالوف (۱)          | ۲۷ نوامبر ۱۹۸۰ سایوز تی۳                | سالیوت ۶                                | سالیوت ۶                                | ۱۰ دسامبر ۱۹۸۰ سایوز تی۳                | سالیوت 6 refurbishment. |

## جستارهای وابسته

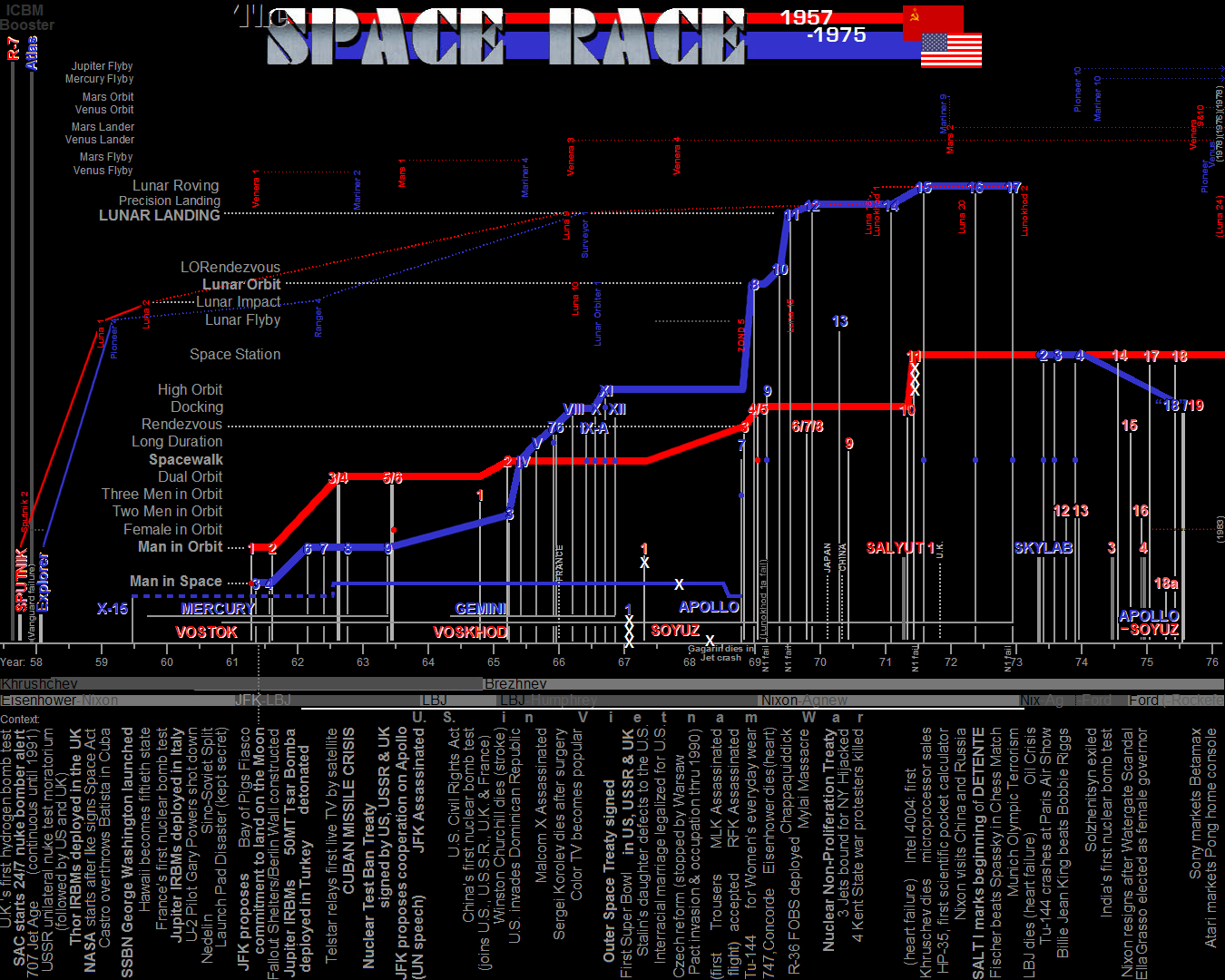
نموداری که دستاوردهای نسبی در پروازهای فضایی انسانی (همراه با کاوشگرها) را نشان می‌دهد که به صورت بصری نشان می‌دهد که چگونه ایالات متحده در دهه ۱۹۷۰ با مأموریت‌های ماه از اتحاد جماهیر شوروی پیشی گرفت، اما در فعالیت ایستگاه فضایی سال‌ها عقب بود.

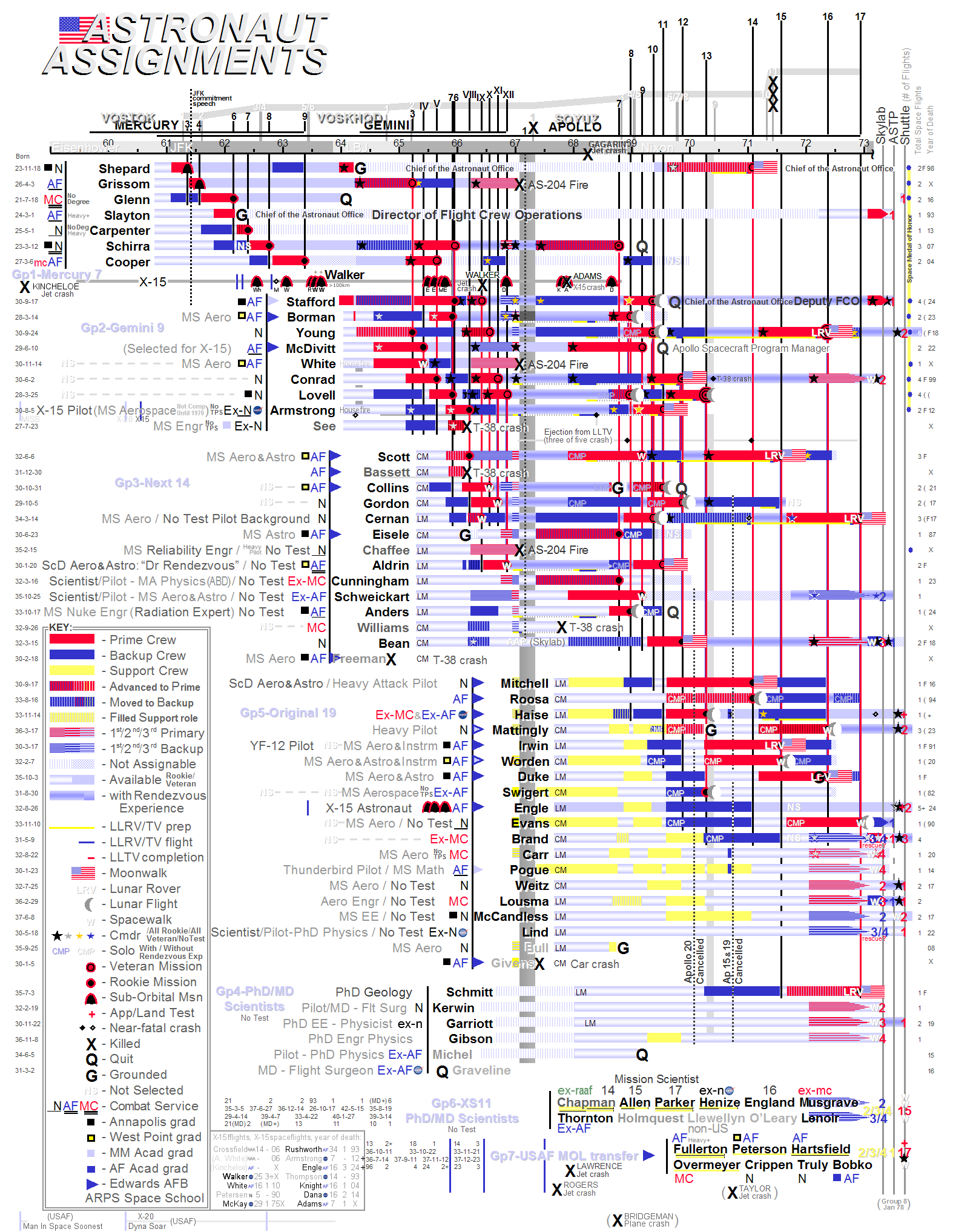
نموداری که وظایف فضانوردان ایالات متحده را در دهه ۱۹۷۰ به عنوان فارغ‌التحصیل از برنامه‌های مرکوری و جمینی نشان می‌دهد.